# Lucila Luciani de Pérez Díaz
Pour les articles homonymes, voir Luciani.
Lucila Luciani de Pérez Díaz, née le 21 janvier 1882 à Maracaibo au Venezuela, morte le 8 mars 1971 à Caracas, est une historienne, musicienne, écrivaine et féministe vénézuélienne.
D'abord musicienne, elle se met à l'enseignement et devient la première femme directrice de l'école normale des enseignants. Elle écrit un roman, quelques nouvelles, et des publications historiques. Elle est aussi bibliothécaire du ministère des Affaires étrangères et devient directrice adjointe de la Bibliothèque nationale du Venezuela. Elle est la première femme reçue à l'Académie nationale d'histoire.
Comme féministe, elle publie la revue féministe Iris et est l'une des fondatrices du mouvement féministe au Venezuela. Elle est choisie pour être la déléguée du Venezuela à la fondation de la Commission interaméricaine des femmes. Elle est aussi la première femme présidente de la Conférence catholique du Venezuela.
Elle participe en 1945 à la conférence de San Francisco, fondatrice de l'Organisation des Nations unies.

## Biographie

### Jeunesse, formation
Lucila Luciani Eduardo naît le 21 janvier 1882 à Maracaibo, dans l'État de Zulia, au Venezuela. Elle est la fille de Juan Nepomuceno Luciani et de Casimira Eduardo,. Elle effectue ses études au Venezuela, aux États-Unis et en France. Elle étudie le piano et le violon avec des professeurs renommés comme Ramón Delgado Palacios. Elle se produit à l'étranger lors de concerts privés et publics. Elle revient au Venezuela en 1909, et épouse le dermatologue Manuel Pérez Díaz, avec qui elle aura huit enfants.

### Débuts littéraires
Lucila Luciani de Pérez Díaz commence sa carrière littéraire en écrivant des articles historiques, des articles féministes, des critiques littéraires et des essais, qui sont publiés dans des revues et dans des journaux. Elle publie plusieurs nouvelles et en 1919, elle fait paraître son premier livre, La batalla de Boyacá : su importancia militar y política, qui remporte le prix de l'Académie d'histoire du Venezuela au début des années 1920.

### Pionnière féministe
Quand la « Commission interaméricaine des femmes » est créée en 1928, Lucila Luciani est désignée pour en être l'une des premiers membres. Herbert Little la présente comme une « brillante et moderne jeune femme, éditrice d'un magazine, auteur d'un roman et de plusieurs nouvelles ». Doris Stevens, qui avait suggéré la création d'une commission chargée d'enquêter sur la disparité des lois affectant les femmes à travers les Amériques, est nommée présidente ; les six autres pays sont choisis par tirage au sort. Les pays choisis sont l'Argentine, la Colombie, le Salvador, Haïti, le Panama et le Venezuela ; les délégués nommés sont Ernestina A. López de Nelson d'Argentine, María Elena de Hinestrosa de Colombie, María Alvárez de Guillén Rivas du Salvador, Alice Téligny Mathon d'Haïti, Clara González du Panama et elle-même, Lucila Luciani de Pérez Díaz, pour le Venezuela.
Cette même année 1928, elle commence à publier la revue féministe Iris: revista de acción social (Iris : Revue d'action sociale) et en reste la directrice jusqu'en 1941. Ce magazine est publié en collaboration avec l'Unión de Damas de la Acción Católica (Union des dames de l'Action catholique), dont Luciani est la fondatrice et la première présidente, mais c'est essentiellement une revue féministe.

### Enseignement, postes de directrice
À la mort de son mari en 1931, Lucila Luciani se retrouve seule avec la charge de sa grande famille, et commence à enseigner. De 1934 à 1935, elle enseigne à l'Escuela Normal para Mujeres (École normale pour femmes) et elle en devient en 1936 la première directrice. Cette même année, elle est aussi directrice du Colegio Cháves et travaille comme bibliothécaire au ministère des Affaires étrangères. En 1939, elle devient directrice adjointe de la Biblioteca Nacional, la Bibliothèque nationale du Venezuela, et en 1940, elle reçoit le premier fauteuil (numéro 10) jamais attribué à une femme à l'Académie nationale d'histoire,.

### Conférences et congrès internationaux
Lucila Luciani représente le Venezuela dans plusieurs conférences internationales. En plus de ses voyages et de ses travaux de recherche avec la Commission interaméricaine des femmes, Lucila Luciani participe au Congrès international de l'Union des femmes catholiques qui a lieu en 1936 à Santiago, au Chili. En 1941, elle est la première femme nommée présidente de la Conférence catholique du Venezuela. En 1945, elle fait partie de la délégation vénézuélienne à la conférence de San Francisco qui aboutit à la fondation de l'Organisation des Nations unies.
Lucila Luciani meurt le 8 mars 1971 à Caracas, au Venezuela.

## Principales œuvres
- (es) Lucila L. de Pérez Díaz, La batalla de Boyacá: su importancia militar y política, Caracas, Tip. Cultura venezolana, 1919 (OCLC 15023788, lire en ligne).
- (pt) Luciani de Peréz Díaz, « Miranda: precursor do feminismo », Revista Feminina, São Paulo, Brazil, Empresa Feminina Brasileira do São Paulo, vol. Anno XVI, no 176,‎ janvier 1929, p. 30-32 (lire en ligne).
- (es) Lucila L. de Pérez Díaz, Bolivianas; ensayos históricos: homenaje al Libertador en el sesquicentenario de su natalicio, Caracas, Editorial "Elite", 1933 (OCLC 253124751, lire en ligne).
- (es) Lucila Luciani de Pérez Díaz, Lecciones de Catecismo, o el Catecismo [i.e. "Catecismo de la Doctrina Cristiana" ] enseñado a los niños por una madre, Caracas, Editorial Venezuela, 1939 (OCLC 561018892, lire en ligne).
- (es) Lucila Luciani de Pérez Díaz, Discursos pronunciados en la recepcion de la Senora Lucila Luciani de Perez Diaz como individuo de numero de la Corporacion, Cáracas, Tipografia Americana, 1940 (OCLC 83566716, lire en ligne).
- (es) Lucila L. de Pérez Díaz, Miranda: su vida y su obra, Caracas, Comandancia General de la Marina, 1968 (OCLC 2100272, lire en ligne).
- (es) Lucila L. de Pérez Díaz, Páginas sueltas, Caracas, Academia Nacional de la Historia, 1970 (OCLC 253636688, lire en ligne).
- (es) Lucila L. de Pérez Díaz, Catálogo de libros de la exposición catequística: con un estudio histórico y bibliográfico, Cuernavaca, México, Centro Intercultural de Documentación de Biblioteca Nacional de Venezuela, coll. « Volume 24 of CIDOC Sondeos », 1970 (OCLC 253781145, lire en ligne).
- (es) Lucila Luciani de Pérez Díaz, Seis ensayos sobre Bolívar, Caracas, Editorial Laude, coll. « Biblioteca selecta de la cultura venezolana, Vol. 3 », 1975 (OCLC 254013111, lire en ligne).
- (es) Lucila Luciani de Pérez Díaz, Historia mínima, Caracas, BanCaribe, 2006 (ISBN 978-980-12-2051-0, lire en ligne).